# Oksana Shyshkova
Oksana Shyshkova es una esquiadora y biatleta con discapacidad visual ucraniana. Ha competido en los Juegos Paralímpicos de Invierno tres veces en 2010, 2014 y 2018. Ganó seis medallas en el Campeonato Mundial IPC 2017, en esquí nórdico.
Obtuvo su primera medalla de oro paralímpica en el evento de biatlón para mujeres con discapacidad visual de 10 km como parte de los Juegos Paralímpicos de Invierno de 2018.

## Carrera
Debutó como atleta paralímpica durante los Juegos Paralímpicos de Invierno de 2010 en representación de Ucrania aunque no consiguió medallas en el evento. Luego compitió en los Juegos Paralímpicos de Invierno 2014, ganando 4 medallas de bronce, incluidas 3 en los eventos de biatlón y una en esquí de fondo con la ayuda de su guía vidente, Lada Nesterenko.
Shyshkova se alzó con una medalla de plata en el evento de biatlón de 6 km para mujeres con discapacidad visual durante los Juegos Paralímpicos de Invierno de 2018, su primera medalla de plata paralímpica y la quinta en su carrera paralímpica.